# Jordan EJ15
Der Jordan EJ15 war der Formel-1-Rennwagen von Jordan Grand Prix für die Saison 2005. Er ist eine Weiterentwicklung des Jordan EJ14 aus dem Vorjahr und das insgesamt 15. und letzte Fahrzeug von Jordan Grand Prix in der Formel 1, das die Formel 1 am Ende der Saison 2005 verließ.

## Technik
Jordan nutzte im Gegensatz zu den Vorjahren einen Toyota-Motor mit der Bezeichnung RVX-05. Es war der gleiche Motor, wie ihn das Toyota-F1-Team selbst einsetzte. Jordan wurde so zum ersten Toyota-Kundenteam.
Der erste EJ15 war eine an die neuen Regeln angepasste Version des Vorgängers EJ14. Eine weitere Entwicklung gab es nicht. Ab dem Großen Preis von Italien setzte das Team den EJ15B ein. In diesem Rennen fuhr jedoch nur Tiago Monteiro mit dem neuen Chassis. Narain Karthikeyan setzte dieses Fahrzeug ein Rennen später ein.

## Fahrer
Die Fahrer waren in der Saison 2005 neu. Der Portugiese Tiago Monteiro ersetzte den zu Williams gewechselten Nick Heidfeld. Der Inder Narain Karthikeyan übernahm den Platz von Timo Glock, der 2005 in der US-amerikanischen Champ Car World Series antrat.

## Erfolge
| Fahrer               | Nr.                  | 1  | 2  | 3   | 4  | 5  | 6   | 7  | 8   | 9 | 10 | 11  | 12 | 13 | 14 | 15 | 16 | 17  | 18 | 19  | Punkte | Rang |
| -------------------- | -------------------- | -- | -- | --- | -- | -- | --- | -- | --- | - | -- | --- | -- | -- | -- | -- | -- | --- | -- | --- | ------ | ---- |
| Formel-1-Saison 2005 | Formel-1-Saison 2005 |    |    |     |    |    |     |    |     |   |    |     |    |    |    |    |    |     |    |     | 12     | 9.   |
| T. Monteiro          | 18                   | 16 | 12 | 10  | 13 | 12 | 13  | 15 | 10  | 3 | 13 | 17  | 17 | 13 | 15 | 17 | 8  | DNF | 13 | 11  | 12     | 9.   |
| N. Karthikeyan       | 19                   | 15 | 11 | DNF | 12 | 13 | DNF | 16 | DNF | 4 | 15 | DNF | 16 | 12 | 14 | 20 | 11 | 15  | 15 | DNF | 12     | 9.   |